# Vlag van Wemmel
De vlag van Wemmel werd door de gemeenteraad op 17 september 1987 officieel vastgesteld als de gemeentelijke vlag van de Vlaams-Brabantse gemeente Wemmel. Op 14 juni 1988 werd hij door het Bestuur van Vlaanderen bevestigd en uiteindelijk gepubliceerd op 16 september 1988 in het officiële Belgisch Staatsblad.
Officieel wordt de vlag beschreven als:
Geel met een rood kruis en in de broektop een zwarte kraai.
De vlag is volledig gebaseerd op het gemeentewapen en ziet er dus helemaal hetzelfde uit.

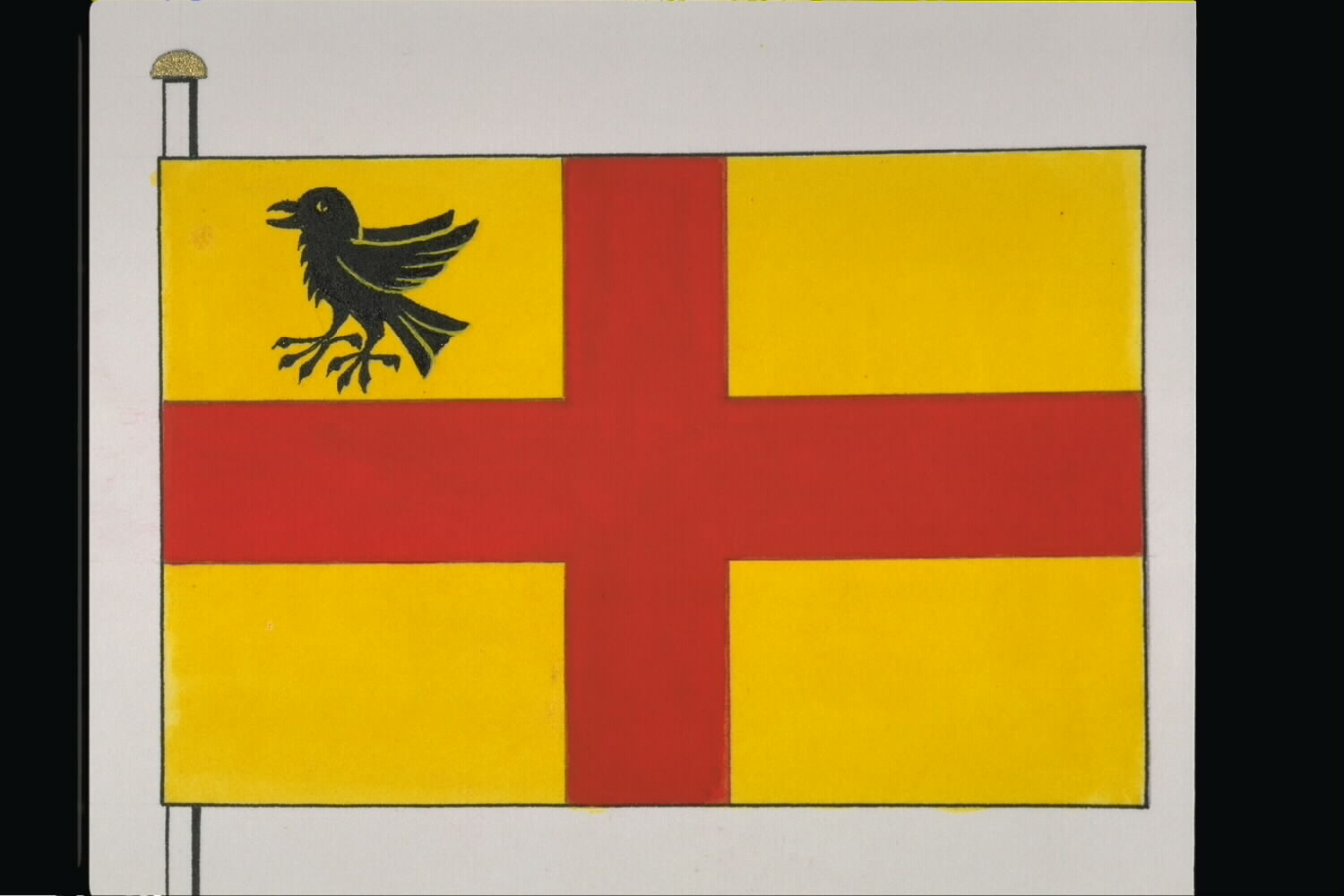
Officiële tekening van de vlag